# Лерд
Лерд (Laird [ˈlɛərd]) — загальне ім'я власника великого, давно створеного шотландського маєтку. У традиційному шотландському порядку старшинства лерд був нижчим за барона і вище за джентльмена. Цей ранг мали лише ті лерди, які мали офіційне визнання територіального призначення геральдичним королем лорда Ліона. Зазвичай вони називаються [ ім'я ] [ прізвище ] [світство]. Однак, оскільки «лерд» є титулом ввічливості, він не має офіційного статусу в законі.
Історично термін боннет лерд (bonnet laird) застосовувався до сільських дрібних землевласників, оскільки вони носили капелюх, як і неземлевласники. Боннет лерди займали становище в суспільстві, нижче за лендів і вище землеробів (фермерів), подібне до йоменів Англії.
Інтернет-мемом є продаж крихітних сувенірних ділянок шотландської землі та вимога титулу «лейрд», що супроводжується цим, але лорд Ліон визнав це безглуздим з кількох причин.

## Етимологія
Laird (раніше lard) — це стандартна шотландська вимова (і написання, яке є фонетичним) слова, яке в стандартній англійській мові вимовляється та пишеться як lord. Як можна побачити в середньоанглійській версії «Кентерберійських оповідань» Чосера, зокрема в «Розповіді Ріва», північна середньоанглійська мала е, а південна середньоанглійська мала o. Ця різниця все ще спостерігається в стандартній англійській мові two та шотландській twa.
Шотландський і північноанглійський діалектний варіант Laird був записаний на письмі з ХІІІ століття як прізвище, а в сучасному контексті з середини XV століття. Воно походить від північно-середньоанглійського laverd, яке саме походить від давньоанглійського слова hlafweard, що означає «охоронець хлібів». Стандартний англійський варіант, lord, має таке ж походження і раніше був взаємозамінним з laird; однак у сучасному вживанні термін «лорд» асоціюється з титулом перства, і тому ці терміни стали мати різні значення. Однак у Шотландії титул барона означає нижчий ранг, ніж в Англії, ранг, рівний рангу англійського барона, є лордом парламенту в Шотландії (наприклад, Лорд Ловат).

## Історія та визначення

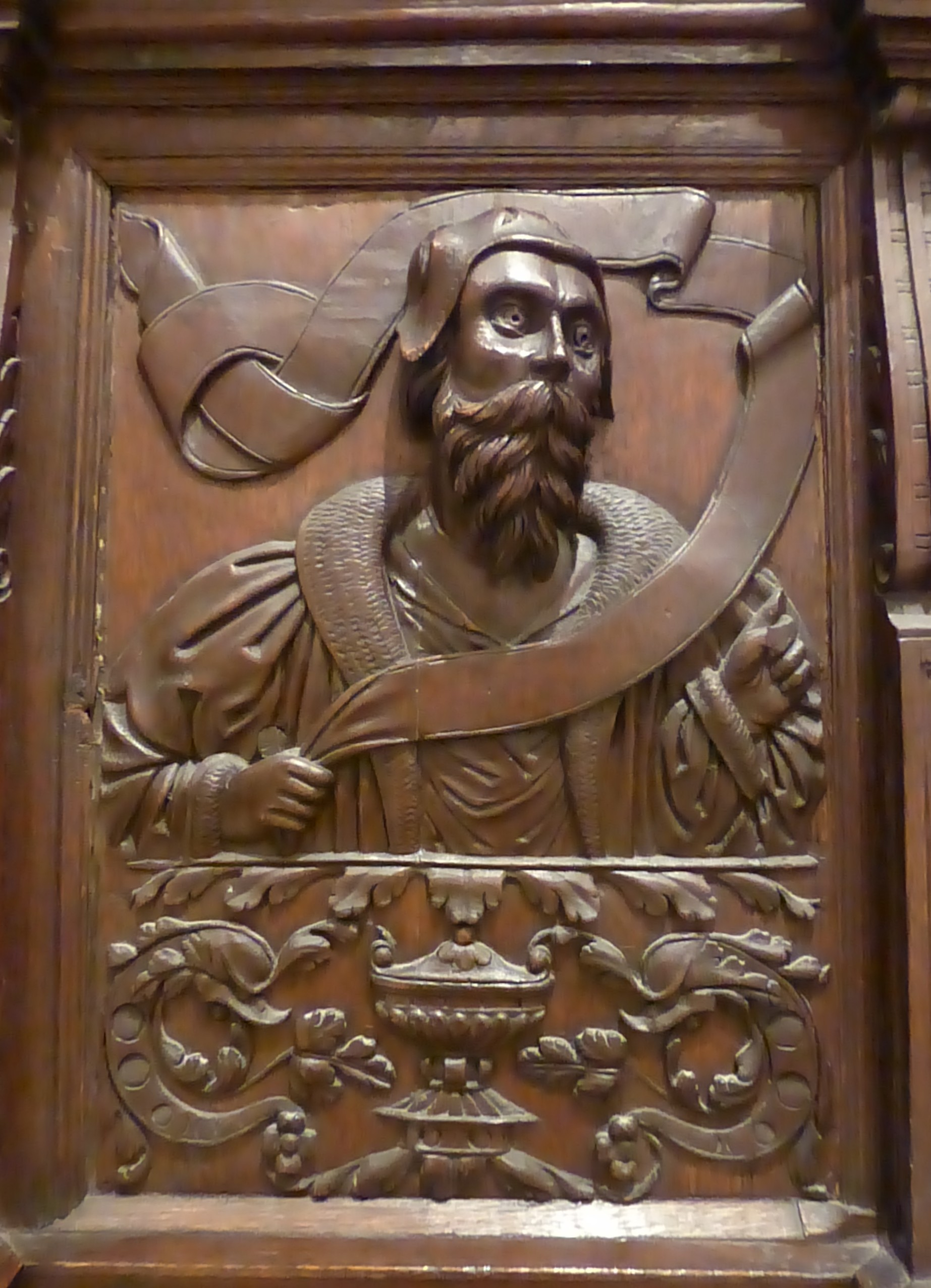
Вважається, що різьблення зображує шотландського лерда XVI століття

У XV та XVI століттях це позначення використовувалося для власників землі, які безпосередньо володіли короною, і тому мали право бути присутніми в парламенті. Лерди панували над своїми маєтками, як князі, їхні замки утворювали невеликий двір. Спочатку в XVI і XVII століттях це позначення застосовувалося до вождя високогірного клану і, отже, не було особистою власністю та мало зобов'язання перед громадою.
Лерд може мати певні місцеві або феодальні права. Лерд мав право голосу в стародавньому парламенті Шотландії до Союзу, хоча таке право голосу було виражено через двох представників від кожного графства, відомих як уповноважені графства, які походили з класу лейрдів і були обрані своїми колегами представляти їх. Певний рівень землеволодіння був необхідною кваліфікацією (40 шилінгів старого розміру). Лерд, як кажуть, має лердство. Жінка, яка сама по собі має титул лерди, отримала почесну відзнаку «Леді».
Хоча «лерд» іноді перекладається як лорд і історично означає те саме, як і англійський термін «володар маєтку», лерд не є шляхетським титулом. Призначення є «тілесним спадщиною» (успадковане майно, яке має явний зв'язок із фізичною землею), тобто призначення не може зберігатися формі сержантерії та не може бути куплене та продане без продажу фізичної землі. Позначення не дає права власнику засідати в Палаті лордів і є шотландським еквівалентом англійського сквайра, оскільки це не шляхетський титул, а скоріше позначення ввічливості, що означає землевласника без інших прав, призначених йому. Лерд із гербом, зареєстрованим у Державному реєстрі всіх гербів та знаків у Шотландії, є членом дрібного шляхетства Шотландії. Таку особу можна визнати лердом, якщо вона не є вождем або вождиком, або нащадком одного з них, шляхом офіційного визнання територіального призначення як частини її імені лордом Ліоном. Лорд Ліон є вищим арбітром щодо визначення права на територіальне призначення, і його право на власний розсуд визнавати їх, а також їхній статус імені, гідності чи титулу було підтверджено в шотландських судах.

### Сьогодення
Дослідження, проведене в 2003 році вченими з Единбурзького та Абердинського університетів, прийшло до висновку, що:
Сучасний спортивний маєток Шотландського Хайленду продовжує залишатися місцем, що належить землевласнику, який не проживає на місці, який використовує свої 15-20 000 акрів для полювання та сімейного відпочинку. Хоча він терпить публічний доступ, він (82% лердів — чоловіки) відчуває загрозу через нове законодавство та вважає, що катання на каное та гірських велосипедах взагалі не повинно проводитися в його маєтку.

## Традиційна та актуальна форми звернення
Незважаючи на те, що вони продають титули лордів, використання лейрдами почесного «Вельмишановний» є архаїчним. Коли він використовувався в минулі часи, це було зазвичай, коли лерд також мав баронство за грамотою корони (наприклад, Traquair). Сьогодні «Вельмишановний» — це почесна нагорода, зарезервована для феодальних баронів і графів, які належали до шотландської знаті до 1707 року.
У британському телесеріалі «Монарх Глен» (за мотивами роману Комптона Маккензі 1941 року) дружині «Гектора Нейсміта Макдональда, лейрда з Гленбогля» зазвичай присвоюють люб'язний титул «Леді з Гленбогля».
У 1920-х і 1930-х роках шотландська преса називала короля Георга V і його дружину королеву Марію «Лердом і леді Балморалу».

## Сувенірні сюжети та фальшиві титули
Сучасний популярний погляд на титули лерда набув унікального повороту в ХХІ столітті з продажем сувенірних ділянок від продавців, які не отримують законного права на титул. Сувенірна ділянка визначається в Законі про реєстрацію землі (Шотландія) 2012 року як «ділянка землі»… незначного розміру або практичної користі не має". Кілька вебсайтів і інтернет-продавців на таких вебсайтах, як eBay, продають шотландські двори разом із мізерними «земельними ділянками» — зазвичай один квадратний фут. Суд лорда Ліона вважає ці конкретні титули безглуздими, оскільки неможе бути багато «лердів» одного маєтку одночасно, як це рекламували ці компанії.
Однак, незважаючи на закон і вказівки Суду лорда Ліона, продавці вважають, що договір про продаж ділянки шотландської сувенірної землі наділяє покупця неофіційним правом на титул Лерда. Це незважаючи на те, що покупець не набуває права власності на ділянку, оскільки реєстрація ділянки заборонена Законом про реєстрацію землі (Шотландія) 2012 року, розділ 22 (1)(b). Оскільки право власності на землю в Шотландії вимагає реєстрації дійсного розпорядження відповідно до Закону про реєстрацію землі (Шотландія) 2012 р., s 50 (2), заборона на реєстрацію сувенірної ділянки означає, що покупець не набуває права власності та, відповідно, не має права на описова назва, що базується на земельній власності.
Лорд Ліон, шотландський орган з питань титулів і геральдики, підготував такі вказівки щодо поточної концепції «сувенірної ділянки» та використання терміна «лерд» як титул ввічливості:
Термін «лерд» зазвичай застосовувався до власника маєтку, іноді самим власником або, частіше, тими, хто живе та працює в маєтку. Це радше опис, ніж назва, і не підходить для власника звичайної житлової нерухомості, а тим більше для власника невеликої сувенірної земельної ділянки. Термін «лерд» не є синонімом «лорд» або «леді».
Право власності на сувенірну ділянку землі недостатньо для того, щоб особа, яка інакше не має права, підпадала під юрисдикцію лорда Ліона з метою отримання герба.